# Залізнична катастрофа між Андрією і Корато
Зіткнення поїздів між Андрією і Корато відбулося 12 липня 2016 року; два пасажирські потяги зіткнулися лоб в лоб на одноколійній ділянці Барі — Барлетта, між містами Андрія і Корато, Італія. Щонайменше 27 людей загинуло, 54 було госпіталізовано.
Ділянка траси обслуговується залізничною компанією Ferrotramviaria.

## Зіткнення
Поїзди Stadler FLIRT (ETR-340) і Alstom ELT-200 (Coradia). Перший поїзд рухався на південний схід від Андрії, інший потяг прямував від міста Корато, в північно-західному напрямку, на момент зіткнення обидва поїзди рухалися на високій швидкості. Провідна пара вагонів ETR-340 і ELT-200 зійшла з рейок, ще три були знищені.
Зіткнення сталося в сільській місцевості, поряд з оливковим гаєм. Погода в момент зіткнення була спекотна і сонячна.

### Операція порятунку
Поруч з місцем катастрофи був організований польовий шпиталь.

## Розслідування
Причина катастрофи з'ясовується. Передбачається, що зіткнення сталося через помилки машиністів, або через збій залізничної сигналізації. Витягнуто чорну скриньку одного з поїздів.